# Tubeufia cylindrothecia
Tubeufia cylindrothecia är en svampart som först beskrevs av Seaver, och fick sitt nu gällande namn av Franz Xaver von Höhnel 1919. Tubeufia cylindrothecia ingår i släktet Tubeufia och familjen Tubeufiaceae.   Inga underarter finns listade i Catalogue of Life.